# Pogonocerus thoracicus
Pogonocerus thoracicus is een keversoort uit de familie vuurkevers (Pyrochroidae). De wetenschappelijke naam van de soort is voor het eerst geldig gepubliceerd in 1812 door Fischer von Waldheim.